# Reineta Encarnada de Asturias
Reineta Encarnada de Asturias es el nombre de una variedad cultivar de manzano (Malus domestica). Esta manzana está cultivada en diversos viveros entre ellos algunos dedicados a conservación de árboles frutales en peligro de desaparición. Es originaria del Principado de Asturias (Vega de Poja, Siero), donde tuvo su mejor época de cultivo comercial en la década de 1960, y actualmente en menor medida aún se encuentra.

## Sinónimos
- "Manzana Reineta Encarnada de Asturias",[5][7][8]
- "Raneta Encarnada".

## Historia
Asturias presenta unas condiciones de clima y de suelos excelentes para el cultivo del manzano. De hecho, hasta mediados del siglo XX Asturias era la mayor productora de manzana de toda la península ibérica. Sin embargo, esa situación cambió como consecuencia de la aparición de nuevas zonas de cultivo en el nordeste peninsular y, sobre todo, a que en Asturias no se concretaron canales de comercialización adecuados.
'Reineta Encarnada de Asturias' es una variedad del Principado de Asturias. El cultivo del manzano en Asturias en superficies importantes se remonta a principios del siglo XX. Las plantaciones originales se realizaron con variedades indígenas ('Amandi', 'Carapanón', 'Chata Blanca', 'Reineta Caravia', 'Reineta Encarnada de Asturias' y otras), posteriormente se dio paso a otras variedades extranjeras como la 'Reineta de Canadá' que es la más cultivada actualmente en 2020.
'Reineta Encarnada de Asturias' está considerada incluida en las variedades locales autóctonas muy antiguas, cuyo cultivo se centraba en comarcas muy definidas. Se caracterizaban por su buena adaptación a sus ecosistemas y podrían tener interés genético en virtud de su adaptación. Se encontraban diseminadas por todas las regiones fruteras españolas, aunque eran especialmente frecuentes en la España húmeda. Estas se podían clasificar en dos subgrupos: de mesa y de sidra (aunque algunas tenían aptitud mixta).
'Reineta Encarnada de Asturias' es una variedad clasificada como de mesa, difundido su cultivo en el pasado por los viveros comerciales y cuyo cultivo en la actualidad se ha reducido a huertos familiares y jardines privados.

## Características
El manzano de la variedad 'Reineta Encarnada de Asturias' tiene un vigor Medio; florece a inicios de mayo; tubo del cáliz pequeño, en forma de embudo con tubo corto, y con los estambres situados bajos.
La variedad de manzana 'Reineta Encarnada de Asturias' tiene un fruto de tamaño más bien pequeño; forma cónico-truncada o cilíndrica, a veces más alta que ancha, rebajada de un lado, y con contorno globoso e irregular; piel ligeramente grasa y al mismo tiempo algo ruda; con color de fondo verde-amarillo, siendo el color del sobre color rojo o cobre-rosado, importancia del sobre color muy importante, siendo su reparto en chapa, con la chapa de rojo o cobre-rosado con pinceladas de rojo oscuro que recubren casi todo el fruto, acusa punteado ruginoso y aureolado del color del fondo, muy abundante y más denso en la zona del ojo, y una sensibilidad al "russeting" (pardeamiento áspero superficial que presentan algunas variedades) alta; pedúnculo corto o medio, semi-fino, con frecuencia curvado, leñoso y suavemente lanoso, anchura de la cavidad peduncular es de amplitud media, profundidad de la cavidad pedúncular de profundidad poco o bastante profunda, bordes levemente ondulados y globosos, fondo con costra ruginosa más o menos extensa, e importancia del "russeting" en cavidad peduncular media; anchura de la cavidad calicina media o estrecha, profundidad de la cav. calicina superficial o poco profunda, y de importancia del "russeting" en cavidad calicina débil; ojo pequeño, cerrado o entreabierto; sépalos triangulares, compactos en su base, de puntas erguidas o convergentes y también vueltas hacia fuera.
Carne de color blanco-verdosa, acentuándose este último color hacia la epidermis; textura crujiente, jugosa; sabor característico de la variedad, tenuemente acidulado, algo astringente; corazón bulbiforme acordado. Eje cerrado o agrietado. Celdas pequeñas y alargadas, muy redondeadas y puntiagudas en la inserción, cartilaginosas y con alguna fibra lanosa. Semillas de tamaño pequeñas y puntiagudas.
La manzana 'Reineta Encarnada de Asturias' tiene una época de maduración y recolección tardía en el invierno, se recolecta desde mediados de  noviembre a mediados de diciembre, madura durante el invierno aguanta varios meses más. Tiene uso mixto pues se usa como manzana de mesa fresca, y también como manzana para elaboración de sidra.